# 桑原昌英
桑原 昌英（くわばら まさひで）は、日本の映画監督である。

## 経歴
鳥取県倉吉市出身。愛知県立千種高等学校卒業後、横浜放送映画専門学院で映画を学ぶ。今村昌平、田中登、恩地日出夫らの助監督を経て、1992年、オリジナルビデオ『監禁逃亡』で監督デビュー。現在はフリーランス。

## 作品

### 映画
丑三つの村（1982年）-助監督
- 孔雀王（1988年）- 助監督
- 少年時代（1990年）- 助監督
- うなぎ（1997年）- 助監督
- カンゾー先生（1998年）- 助監督
- 爆走デコトラ烈伝（2003年）- 監督[2]
- 蕨野行（わらびのこう）（2003年）- 助監督
- ほたるの星（2004年）- 助監督
- 稲川淳二の呪界（2005年）- 監督[3]
- 長州ファイブ（2006年）- 監督補
- 早咲きの花（2006年）- 助監督
- クライマーズ・ハイ （2008年）- 助監督
- 真木栗ノ穴（2008年） - 助監督
- 飛べ！ダコタ（2013年）- ラインプロデューサー
- ラブ&ピース (映画)（2015年）- 制作担当
- 写真甲子園 0.5秒の夏（2017年）- 助監督
- 検察側の罪人（2018年）- 助監督
- 海辺の映画館―キネマの玉手箱（2020年）- 監督補佐/撮影台本協力
- 吟ずる者たち(2022年）-監督補

### オリジナルビデオ
- 監禁逃亡（1992年） - 監督
- ビッグボス BIG BOSS（1992年） - 助監督
- 戦争に行こうよ!（1993年） - 監督[4]
- ワイルド・ハーレー（1993年） - 監督[5]
- 戦争に行こうよ! 2（1994年） - 監督[6]
- 虜（1995年） - 監督[7]
- 虜 ザ・ボディ（1995年） - 監督[8]
- Zero WOMAN III 警視庁0課の女（1996年） - 監督・脚本
- ワニ分署 Rebirth（1996年） - 監督
- 博徒道 襲名披露（2004年） - 監督
- 虜 監禁島（2004年） - 監督[9]
- 稲川淳二の餌食 I（2005年） - 監督[10]

### テレビドラマ
- 東京龍 TOKYO DRAGON（トーキョードラゴン）（1997年） - 助監督
- 思川奇縁（2000年） - 監督・脚本[11]
- 女の中の二つの顔（2004年） - 演出応援